# جوزيف شات
كان جوزيف شات (6 نوفمبر 1914 - 19 مايو 1994) باحثًا بريطانيًا مشهورًا في مجال الكيمياء غير العضوية والكيمياء العضوية. يرتبط اسمه بوصف الرابطة بين المعادن الانتقالية والألكينات، نموذج ديوار تشات دونكانسون.
تلقى شات شهادة الدكتوراة في جامعة كامبريدج تحت إشراف فريدريك جورج مان للبحث عن مركبات الفوسفور العضوية ومركباتها ومركباتها مع المعادن الانتقالية. كان يعمل في شركة إمبيريال للصناعات الكيماوية من عام 1949 إلى عام 1962، وخلال ذلك الوقت، قام بالتعاون مع برنارد ل. شو بنشر أعمال مؤثرة في هيدريد المعادن ومجمعات ألألكين للمعادن. خلال هذه الفترة، أبلغ عن المثال الأول لتفعيل رابطة C-H بواسطة معدن انتقالي وأحد الأمثلة الأولى على هيدريد فلز انتقالي.